# Constance Grewe
Constance Grewe, auch Konstanze Dorothea Grewe (* 14. Dezember 1946 in Stuttgart) ist eine deutsch-französische Juristin. Sie ist emeritierte Professorin für Rechtswissenschaften an der Universität Straßburg. Sie war Richterin des Verfassungsgerichts von Bosnien und Herzegowina.

## Leben
Constance Grewe ist die Tochter des Völkerrechtlers und Diplomaten Wilhelm Grewe und der Juristin Marianne Grewe-Partsch.
Grewe erwarb 1966 in Frankfurt am Main ihren Bachelor-Abschluss und absolvierte ihr Studium der Rechtswissenschaften bis 1967 in Gießen und von 1967 bis 1974 in Frankreich an der juristischen Fakultät in Caen. 1969 wurde sie französische Staatsbürgerin. Im Jahr 1979 promovierte sie an der Universität Caen mit einer Arbeit über den kooperativen Föderalismus in Deutschland. Von 1981 bis 1983 war sie Professorin für öffentliches Recht an der Universität von Chambéry und von 1983 bis 1997 Professorin an der Universität von Caen. Sie war verantwortlich für die Abteilung für Grundrechtsforschung. Seit 1997 ist sie Professorin an der Universität Straßburg. Zwischen 2003 und 2006 war sie Vizerektorin für Forschung an der Universität Straßburg.
Grewe war Vorstandsmitglied der Association française des constitutionnalistes (AFDC) und ab 2003 Mitglied des ersten Vorstands der Societas iuris publici europaei (SIPE). Sie war außerdem Mitglied des Redaktionsbeirats der Europäischen Grundrechte Zeitschrift (EuGRZ) und Expertin beim Europarat.
Am 24. Mai 2004 wurde sie vom Präsidenten des Europäischen Gerichtshofs für Menschenrechte zur internationalen Richterin am Verfassungsgericht von Bosnien und Herzegowina ernannt. Sie diente bis zu ihrem 70. Lebensjahr im Jahr 2016.
Grewe hat Bücher und wissenschaftliche Artikel auf dem Gebiet des vergleichenden Verfassungsrechts, des deutschen Verfassungsrechts und der Wechselwirkungen zwischen internationalem und innerstaatlichem Recht veröffentlicht.
Sie ist Mitglied des Institut de recherche Carré de Malberg (IRCM) an der Universität Straßburg und emeritierte Professorin.

## Preise und Auszeichnungen
- 2008: Gay-Lussac-Humboldt-Preis[8]
- 2012: Ehrendoktorwürde der Universität Basel[9]
- 2012: Offizierin der Ehrenlegion[1]